# Folsomides arnoldi
Folsomides arnoldi är en urinsektsart som beskrevs av Yayuk Rahayuningsih Suhardjono och Penelope Greenslade 1994. Folsomides arnoldi ingår i släktet Folsomides och familjen Isotomidae. Inga underarter finns listade i Catalogue of Life.